# Compsoctena aethalea
Compsoctena aethalea är en fjärilsart som beskrevs av Edward Meyrick 1907. Compsoctena aethalea ingår i släktet Compsoctena och familjen Eriocottidae. Inga underarter finns listade i Catalogue of Life.